# ديريك تومسون
ديريك تومسون (بالإنجليزية: Derek Thompson)‏ هو لاعب كرة قاعدة أمريكي، ولد في 8 يناير 1981 في تامبا في الولايات المتحدة.

## وصلات خارجية
- ديريك تومسون على موقعبيزبول رفرنس.كوم (الدوري الرئيسي) (الإنجليزية)
- ديريك تومسون على موقعبيزبول رفرنس.كوم (الدوري الثانوي) (الإنجليزية)